# 파울릴라티노
파울릴라티노(Paulilatino, 사르데냐어: Paùlle)는 이탈리아의 사르데냐주 오리스타노도에 있는 코무네이다. 칼리아리에서 북서쪽으로 약 100 킬로미터 (62 mi), 오리스타노에서 북동쪽으로 약 25 킬로미터 (16 mi) 떨어져 있다.
파울릴라티노는 다음 코무네들과 경계를 맞대고 있다: 아바산타, 바울라두, 보나르카도, 포르동자누스, 길라르차, 산투루수르주, 솔라루사, 빌라노바트루스케두, 체르팔리우.

## 주요 명소

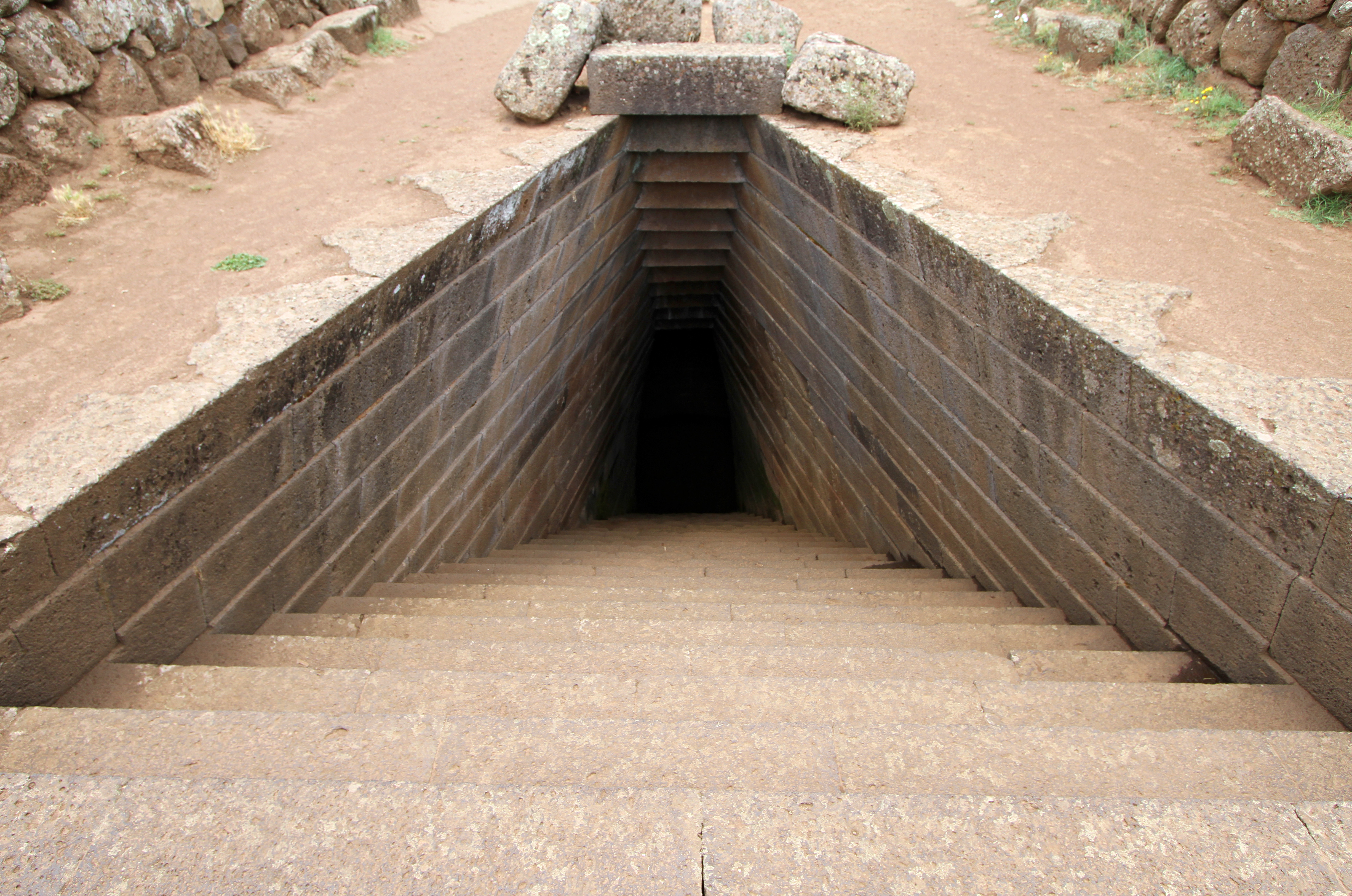
산타 크리스티나 누라게 성스러운 우물.

산타 크리스티나 고고학 단지는 기원전 12세기로 거슬러 올라가며, 우물과 다양한 의식용 건물들로 구성되어 있다. 이곳은 누라게 문명의 가장 중요한 유적지 중 하나이다. 시설의 중심에는 잘 다듬어진 현무암 절단석으로 지어진 우물이 있으며, 타원형 울타리, 사다리꼴 모양의 계단, 그리고 물을 담고 있는 오지브 천장으로 된 원형 방의 세 가지 건축 요소로 이루어져 있다. 우물 앞에는 누라게 마을 주민들의 오두막 잔해와 모임 장소가 남아 있다.
다른 명소로는 수많은 누라게와 도무스 데 야나스, 그리고 아라고네세-고딕 양식의 산 테오도로 교회가 있다.